# Fedor Vilmos
Fedor Vilmos (Miskolc, 1954. október 28. –) politikus, zenész, egykori országgyűlési képviselő és miskolci alpolgármester. 2024-ben Miskolc díszpolgára lett.

## Életpályája
Id. Fedor Vilmos és Krassay Aranka gyermekeként született. Apai ágon a Felvidékről származik, édesapja asztalossegéd, majd hivatásos katona, majd 1946-tól 1973-ig, nyugdíjba vonulásáig asztalos a Lenin Kohászati Művekben. Édesanyja, Krassay Aranka a Miskolci Közlekedési Vállalat dolgozója volt nyugdíjba vonulásáig.
Fedor Vilmos középiskolai tanulmányait a miskolci Kossuth Lajos Gimnáziumban végezte, és itt is érettségizett 1973-ban. Felsőfokú tanulmányait a Kaposvári Mezőgazdasági Főiskolán folytatta, és 1976-ban állattenyésztő üzemmérnöki diplomát szerzett. 1976 és 1979 között a főiskola kísérleti telepén dolgozott gyakornokként, majd kísérletvezetőként. 1978-ban sorkatonai szolgálatra vonult be Miskolcra, melyet ott is töltött le. 1979-től 1981-ig a Borsod-Abaúj-Zemplén Megyei Állatforgalmi és Húsipari Vállalat miskolci üzemegységének termelésfejlesztője volt. 1981 és 1987 között kulturális munkatársként a KISZ Miskolc Városi Bizottságán dolgozott, 1982-től kulturális ügyekkel foglalkozó titkári beosztásban. 1988-ban felvételt nyert a moszkvai Politikai Főiskolára, ahol 1990-ben politológusdiplomát szerzett. 1990 óta az MSZP alkalmazottjaként tevékenykedik.

### Politikai tevékenysége
Politikai pályafutásának első élményeit a KISZ kulturális rendezvényei adták, ahol tevékenyen vett részt kulturális programok, műsorok szervezésében. 1978-ban sorkatonai szolgálata alatt választották először vezetőnek a KISZ-be. Ilyen minőségében három alkalommal, 1982-ben, 1984-ben és 1986-ban volt főrendezője a Miskolci Ifjúsági Napoknak. Kezdeményezésére indult el 1985-ben az építőtábori mozgalmon belül az ónodi vár régészeti feltárása.
A Magyar Szocialista Munkáspártba 1980-ban lépett be, majd 1989 októberében a Magyar Szocialista Párt tagja lett. 1990-ben miskolci ügyvezető titkárként, 1991-től Borsod-Abaúj-Zemplén megyei ügyvezető alelnökként, 1991 őszétől megyei elnökként dolgozott. Az 1994-es választásokon Borsod-Abaúj-Zemplén megye 1. számú választókörzetében nyert egyéni mandátumot. 1998-ban nem jutott be az országgyűlésbe, 2002-ben és 2006-ban azonban igen, mindkétszer ugyanazon kerületből, ahonnan legelőször is. A 2010-es országgyűlési választásokon választókerületéből nem jutott mandátumhoz.

### Zenei tevékenysége
Az 1970-es években a zene meghatározó volt számára, kezdetben a pol-beat műfajban tevékenykedett, majd aktívan bekapcsolódott a táncházi és népzenei kultúrába, annak népszerűsítésébe. Főiskolai tanulmányai alatt két éven át a kaposvári Somogy Táncegyüttes zenekarának tagjaként működött, népzenei feldolgozásaiért 1974-ben a felsőoktatási hallgatók folklórfesztiválján arany minősítést kapott. Zenésztársával, Szabó Antallal együtt a fiatal kortárs költők műveit és saját verseiket zenésítették meg, és több fesztiválon is díjat nyertek ezekkel a feldolgozásokkal. 1974 és 1977 között sorra járták a dunántúli főiskolákat és egyetemeket, és zenéltek a Balaton környéki szabadtéri színpadokon, majd 1975-ben országos tehetségkutató versenyt nyertek. 1980-tól a miskolci Vasas Táncegyüttes zenekarának tagja lett, majd megalapította a Fiatal Dalosok Klubját. Az 1990-es években kezdett gitártanítással foglalkozni, 1993-tól már szervezett körülmények között, alapítója és tanára volt az Ifjú Gitárosok Egyesületének is.
Az ő ötlete alapján vágtak neki a Magyar Rockmúzeum megvalósításának, amely a hazai rockzene legendáinak kíván emléket állítani. Alapítása óta a múzeumot működtető alapítvány elnöke.